# Chili op de Olympische Zomerspelen 1976
Chili nam deel aan de Olympische Zomerspelen 1976 in Montréal, Canada. Het was de veertiende deelname van het land. Schermer Juan Inostroza was de  vlaggendrager bij de openingsceremonie.
Er namen zeven sporters (alleen mannen) deel in vier olympische sportdisciplines. Atleet Edmundo Warnke en schutter Antonio Yaqigi namen voor de tweede keer deel. In de atletiek werd voor de veertiende keer deelgenomen, in de schietsport voor de tiende keer, in het wielrennen voor de achtse keer en voor de zesdemaal in het schermen.
Aan de zeven behaalde medailles tot nu toe, behaald in 1928 (1), 1952 (2) en 1956 (4), werd er voor de vijfde opeenvolgende keer geen een aan toegevoegd.

## Resultaten en deelnemers

### Atletiek
| Olympiër (deelname) | Onderdeel  | Resultaat | Prestatie                 |
| ------------------- | ---------- | --------- | ------------------------- |
| Edmundo Warnke (2)  | 5000m (m)  | 24e       | serie 1: 10de in 13.39,69 |
| Edmundo Warnke (2)  | 10000m (m) | 22e       | serie 2: 7de in 28.43,63  |

### Schermen
| Olympiër       | Onderdeel | Resultaat | Prestatie                                   |
| -------------- | --------- | --------- | ------------------------------------------- |
| Juan Inostroza | degen (m) | 57e       | 1ste ronde groep 6: 5de met 0 overwinningen |

### Schietsport
| Olympiër (deelname) | Onderdeel | Resultaat | Prestatie  |
| ------------------- | --------- | --------- | ---------- |
| Antonio Handal      | skeet     | 59e       | 174 punten |
| Antonio Yaqigi (2)  | skeet     | 44e       | 186 punten |
| Hugo Dufey          | trap      | 32e       | 166 punten |

### Wielersport
| Olympiër       | Onderdeel                     | Resultaat | Prestatie |
| Baan           | Baan                          | Baan      | Baan |
| -------------- | ----------------------------- | --------- | --- |
| Richard Tormen | sprint (m)                    | 24e       | 1ste ronde serie 10: W van NED Pieters 2de ronde serie 2: 2de 2de ronde herkansingen: 1ste in 11,75 2de ronde herkansingen finale: V van FRG Berkmann |
| Richard Tormen | tijdrit (m)                   | 16e       | 1.09,468 |
| Fernando Vera  | individuele achtervolging (m) | 24e       | kwalificatie: 18de in 5.00,68 |

Amerikaanse Maagdeneilanden · Andorra · Antigua en Barbuda · Argentinië · Australië · Bahama's · Barbados · België · Belize · Bermuda · Bolivia · Bondsrepubliek Duitsland · Brazilië · Bulgarije · Canada · Chili · Colombia · Costa Rica · Cuba · Denemarken · Dominicaanse Republiek · Duitse Democratische Republiek · Ecuador · Egypte · Fiji · Filipijnen · Finland · Frankrijk · Griekenland · Groot-Brittannië · Guatemala · Haïti · Honduras · Hongarije · Hongkong · Ierland · IJsland · India · Indonesië · Iran · Israël · Italië · Ivoorkust · Jamaica · Japan · Joegoslavië · Kaaimaneilanden · Kameroen · Koeweit · Libanon · Liechtenstein · Luxemburg · Maleisië · Marokko · Mexico · Monaco · Mongolië · Nederland · Nederlandse Antillen · Nepal · Nicaragua · Nieuw-Zeeland · Noord-Korea · Noorwegen · Oostenrijk · Pakistan · Panama · Papoea-Nieuw-Guinea · Paraguay · Peru · Polen · Portugal · Puerto Rico · Roemenië · San Marino · Saoedi-Arabië · Senegal · Singapore · Sovjet-Unie · Spanje · Suriname · Thailand · Trinidad en Tobago · Tsjecho-Slowakije · Tunesië · Turkije · Uruguay · Venezuela · Verenigde Staten · Zuid-Korea · Zweden · Zwitserland